# Soccsksargen
Soccsksargen je jedna od 17 regija u Filipinima. Središte regije je u gradu Koronadalu. Regija je poznata i kao Regija XII.

## Stanovništvo
Prema podacima iz 2010. godine u regiji živi 4.109.571 stanovnika dok je prosječna gustoća naseljenosti 183 stanovnika na km².

## Podjela
Regija je podjeljena na četiri provincije, pet gradova, 45 općine i 1.194 barangaya. 
| Grb | Provincija/Grad     | Središte  | Stanovnika (2010.) | Površina (km²) | Gustoća (na km²) |
| --- | ------------------- | --------- | ------------------ | -------------- | ---------------- |
|     | North Cotabato      | Kidapawan | 1.226.508          | 9.008,90       | 136,14           |
|     | Sarangani           | Alabel    | 498.904            | 3.601,25       | 138,54           |
|     | South Cotabato      | Koronadal | 827.200            | 3,935.95       | 210,17           |
|     | Sultan Kudarat      | Isulan    | 747.087            | 5.251,34       | 142,27           |
|     |                     |           |                    |                |                  |
|     | Cotabato City       | -----     | 271.786            | 176,0          | 1.544,24         |
|     | General Santos City | -----     | 538.086            | 492,86         | 1.091,76         |

Ostali gradovi: Kidapawan City, Koronadal City i Tacurong City.